# Famille de Saisy de Kerampuil
Cette page explique l’histoire ou répertorie les différents membres de la famille de Saisy de Kerampuil.
La famille de Saisy de Kerampuil est une famille de la noblesse bretonne d'ancienne extraction. Elle tire son nom de son alliance entre deux maisons; celles de Saisy et de Kerampuil. Chevalier (XVIIe siècle), comte (vers 1750)[réf. nécessaire].

## Noblesse
La filiation noble et suivie de la famille de Saisy de Kerampuil remonte à l'année 1446.

## Histoire
Originaire du Nivernais, la famille de Saisy n'apparaît en Bretagne que vers le milieu du XIVe siècle. Elle s'y implante par suite d'un mariage avec l'héritière de Kerampuil.
La famille de Saisy fait parler d'elle dès le XIIIe siècle et participe aux croisades : Pierre de Saisy, chevalier, est compagnon d'arme de Simon de Montfort dans la guerre des Albigeois,. On trouve aussi Simon de Saisy, probable petit-fils de Pierre, chevalier, rendant hommage au comte de Nevers en 1296 pour des biens dans les châtellenies de Montreuillon et de Donzy. Ollivier et Roland de Saisy figurent dans les montres de 1351.
Alain de Saisy (†1379), fils d'Ollivier ou de Roland, est écuyer, homme d'arme et compagnon de Du Guesclin. Il est seigneur de Kerampuil. On ne sut jamais qui d'Ollivier, de Rolland ou d'Alain, épousa l'héritière de Kerampuil. Il n'est même mention, nulle part, d'aucun membre de la famille Kerampuil, dont le nom a été joint à celui de la famille de Saisy. Ne reste d'elle que son blason, De gueule à trois pigeons d'argent. Frère d'arme de Jean de Kerloüet (le fameux Carlonnet), il est peut-être son beau-frère. Dans la Chronique de Bertrand Du Guesclin on peut lire à propos de Alain de Saisy :

« Si fu Alain de Saisy à la brace quarré

N'ot meillour courréour en toute l'assemblée. »

et encore :

« Alain de Saisy à la chière hardie,

Alain de Saisy où tout l'honnour s'incline. »

Kerloüet et Alain de Saisy sont faits prisonniers par les Anglais en 1369, lors d'un combat au pont de Lussac (Poitou), délivrés quelque temps après rançons. Alain de Saisy prêta serment au duc en 1371 et 1372. Il faut également parler des lettres du roi Charles V à Du Guesclin, son connétable, pour accorder sur sa demande les récompenses les plus considérables à son écuyer de renom. Il reçut ainsi les terres, châteaux et forteresses de Mortemart, de Vivonne, de Saint-Victurien et autres lieux, en rémunération « de partie des bons et agréables services », le roi ayant confisqué les dits biens à Aimery de Rochechouart, «rebelle ennemie et désobéissant du Roi monseigneur». On a lieu de croire qu'à la mort d'Alain de Saisy, ces biens furent restitués, moyennant compensation. Ces lettres, découvertes seulement en 1886, sont certainement le plus beau titre des Saisy de Kerampuil. Charles V récompense Kerloüet par dix-huit cents livres d'or et Alain de Saisy de mille livres d'or.
« Ce qu'il y a de probable, c'est que d'après la chronique anonyme et celle de Cuvellier, après la mort de Kerloüet [en 1371], Alain de Saisy était devenu le principal instrument de la conquête du Poitou, et c'est pour cela sans doute que le Roi voulut lui créer une situation considérable. »
Alain a pour petit-fils Guillaume de Saisy, seigneur de Kerampuil, qui épouse vers 1413 Méance de Trémédern, fille de Jean, chevalier banneret de Bretagne et de Jeanne du Plessix. L'un de ses fils, un autre Guillaume, épouse Fleurine Le Scanff, fille de messire Charles Le Scanff, écuyer du duc de Bretagne puis chevalier, capitaine de Vanves (1430), et d'Aliènore de La Jumellière. Pierre Ier de Saisy (†1461), son frère juveigneur, devient seigneur de Kerampuil après sa mort. Il est l'époux de Marguerite de Renquier. Son héritier principal et noble est Pierre II de Saisy. Marié à Germaine de Kervennec (1476), il laisse deux filles, Jeanne et Catherine, respectivement épouses de Guillaume de Kergorvo (1471) et de Guillaume de Toulbodou (1494). Pierre II (†1517) est le premier de la famille à prendre le nom de Kerampuil, que ses descendants s'habituèrent à porter jusqu'à la fin du XVIIe siècle. Ainsi, il comparaît en archer à la montre de l'évêché de Cornouailles en 1479 sous le nom de Kerampuil.
Ses fils sont Jean Ier et Hervé de Kerampuil, abbé et restaurateur de l'Abbaye de Saint-Maurice (près Quimperlé). Ce dernier fait faire une croix de vermeil qui se conservait dans son église. Leur sœur Jeanne est mariée à Yves de Kergoet, fils de Pierre, prisonnier en 1488 à la bataille de Saint-Aubin-du-Cormier, et de Marguerithe de Köethual, seigneur et dame du Rest. Jean Ier seigneur de Kerampuil épouse en 1526 Marie de Kerprigent, fille et héritière principale de Yvon, seigneur de Goazanvot (près Locarn) et de demoiselle Jehanne de Beaucours. Ils donnent Jean IIe du nom, Pierre et Gilles.
1. Jean II († vers 1603) épouse Susanne du Rufflay (†1568) en 1547, dame de Boisriou (en Cavan), fille de Pierre et de Perinne de Languenvez. Par sa mère, Susanne descend de Guillaume Budes, chevalier, seigneur d'Uzel et aïeul du maréchal de France Jean-Baptiste Budes de Guébriant, et de Jeanne du Guesclin, tant du célèbre Bertrand et de son frère Olivier. Jean II est conseiller du roi et procureur à la cour de Carhaix.
2. Pierre, puîné, est appelé Monsieur de Goazanvot. Il épouse Anne de Bothon, dame et héritière de Brunolo (en Motreff), fille de Louis, seigneur de Brunolo et de Isabeau de Coëtgoureden. Pierre de Kerampuil, procureur à la cour de Carhaix, meurt en juillet 1595 après avoir vu le manoir de Brunolo pillé et ravagé pendant les guerres de la Ligue, tant en ses meubles, que joyaux, lettres et titres. Son beau-père Louis de Bothon, est fait prisonnier, rançonné et meurt au milieu du désastre (1591). Il laisse un fils, Michel de Kerampuil (†1604), qui figure les armes à la main durant ces temps de troubles, et dont une curieuse enquête nous informe qu'il se trouvait à la prise et au saccage de la ville de Carhaix, mais pour y empêcher tout le mal qu'il put. Le sieur de La Tramblaye, l'un des chefs des Royaux, fut courroucé contre lui à cause de la courtoisie et de l'humanité qu'il usait à l'endroit des habitants. Il épousa Françoise de Botherel de la maison de Villegeffroy.
3. Gilles de Kerampuil, troisième fils de Jean Ier, né vers 1530. Il fut probablement élevé à Paris comme son frère Jean. Il entre dans les ordres et devient chanoine de la collégiale de Carhaix et recteur de diverses paroisses. Parmi elles, celle de Cléden-Poher lui doit un beau calvaire à personnage de 1575, portant ses armes, sans doute aussi ses remarquables hauts et bas-reliefs du grand autel, et peut-être l'élégant clocher de son église. Homme de science, archéologue, on lui doit notamment des Heures Bretonnes, dont un rarissime exemplaire est conservé à la bibliothèque nationale.

Henry, Ier du nom, seigneur de Kerampuil, fils aîné, héritier principal et noble de Jean I et de Jeanne du Rufflay est, comme son père, conseiller du roi et procureur à la cour de Carhaix. Il épouse demoiselle Jehanne Euzeunou, dame du Lézert, avec qui il a deux fils : Pierre III et Charles (†1653), sieur de la Haye. Ce dernier à un fils, Charles II, sieur de La Haye, mort en 1675 et dernier de cette branche. Sa sœur Françoise, dame de La Haye († vers 1670, dite mère Marie de Saint-Joseph, fut supérieure du monastère de Carhaix.
Pierre III de Kerampuil (†1633), fils aîné et héritier principal de Henry Ier du nom, épouse en premières noces Jehanne de Kergrist, héritière principal et noble de Treuscöet, décédée en 1627, laissant deux fils, Henry II et Jean III. Pierre III devient sénéchal de Carhaix dès 1630. Il se remarie avec demoiselle Françoise Le Borgne, sœur de Jean, chevalier de l'Ordre du roi, remariée à messire Olivier de Lamprat, conseiller du roi puis sénéchal à Carahaix, puis remariée à messire Guy Autret, chevalier de l'Ordre du roi. Ils ont une fille, Marie-Josèphe, qui épouse, 1re (1647), Guy Autret, chevalier, et 2e (1653), Pierre du Disquay, chevalier.
De son premier mariage avec Jeanne de Kergrist, Pierre III de Kerampuil laisse deux fils, Henry (1) et Jean (2).
1. Jean (†1652), seigneur de Treuscoët, épouse en 1648 Renée Mocam, fille de Pierre, sieur de Pérennou, sénéchal, et de Renée de la Boëxière. Ils ont deux fils, Sébastien et Henry qui meurt jeune. Sébastien (†1690), filleul de Sébastien de Rosmadec, marquis de Molac, embrasse l'état ecclésiastique et devint un "saint prêtre".
2. Henry II (†1700), seigneur de Kermapuil, chevalier. Orphelin de père et de mère dès le berceau, sans aucun grand-parent, il épouse à l'âge de vingt ans, en 1646, demoiselle Catherine Le Veyer, fille de feu Claude, seigneur du Ster etc. et de dame Suzanne de Pénancoët (la tante de Louise Renée de Penancoët de Keroual. Il reste à la merci d'une toute jeune belle-mère ambitieuse et coquette. Son épouse meurt vers 1675 et le laisse engagé dans des affaires très embarrassantes, et sa fortune compromise par une caution faite au frère de sa femme, Jean Le Veyer, sr. du Ster, lequel dissipa ses biens. Il s'ensuivit des pertes énormes et des chagrins incessants qui l'amenèrent à embrasser l'état ecclésiastique. Sa belle-fille, épouse de Guillaume, sauve Kerampuil de peu. Ses enfants sont :
  1. Guillaume II, qui suit,
  2. Marie-Renée (1651-1728) épouse en 1693 messire Hamon Le Jacobin, sr. de Keremprat (†1697), sénéchal des régaires de l'évêché de Léon. Ils n'ont pas eu d'enfant.
  3. Alain (1654-?), filleul de messire Alain Barbier, chevalier, il dut mourir prématurément.
  4. Jean-Eustache (1656-?), chevalier. Il y a lieu de croire qu'il fut moine bénédictin sous le nom de frère Constantin de Sainte-Catherine.
  5. Françoise, religieuse hospitalière à Carhaix sous le nom de mère Notre-Dame des Anges.
  6. Charles-Toussaint, né en 1663, il meurt jeune.

Guillaume II, seigneur de Kerampuil (†1686), chevalier, appelé seigneur de Léonville. Il fut le dernier connu sous le seul nom de Kerampuil. Il épouse en 1679 damoiselle Jacquette Le Lart (†1709), fille de Hervé, chevalier, sr. du Roz etc. et de dame Catherine Le Clerc. Leurs enfants sont (1.1) Henry-Albert, (2.1) Marie-Sébastienne (1681-1693) et (3.1) Charles-René.

### Branche de Henry-Albert de Saisy de Kerampuil
Henry-Albert de Saisy de Kerampuil (1680-1748) est conseiller au parlement de Bretagne à partir de 1712. Il épouse en 1711 Anne-Périnne Colin de La Biochaye (†1721), fille de feu messire Pierre Colin, chevalier, seigneur de la Biochaye et de dame Anne-Élisabeth de la Mouche, sa veuve. Il se remarie en 1733 à Jacquette-Guyonne Malescot de Villeneuve, veuve de Jean de Guersanz, Lieutenant des vaisseaux du roi. De son premier mariage sont issus :
1. Charles-Robert, qui suit,
2. Marie-Renée (1715-1796), épouse en 1746 haut et puissant messire Jean-Jacques-Claude de Kersauson, marquis dudit lieu (†1776), fils aîné de messire Jacques-Gilles, marquis de Kersauson, conseiller au parlement, et de sa deuxième femme, Bonnaventure-Julienne-Marie-Angélique de Brezal. La marquise de Kersauson meurt en 1796, après avoir vu la Révolution changer sa vie somptueuse du château de Brezal en une vie toute d'angoisse et de privations. De ce mariage sont nées trois filles : (3) Joséphine, sans alliance; (1) Marie Yvonne, épouse (1775) noble et puissant messire Hyacinthe-Joseph-Jacques de Tinténiac, officier d'infanterie au régiment du roi, fils de François-Hyacinthe, seigneur marquis de Tinténiac, baron de Quimerch, chevalier de Saint-Louis; et (2) Marie-Julienne-Joseph de Kersauson, épouse (1775) haut et puissant messire René-François-Joseph, marquis de Montboucher, fils de Guy-Joseph-Amador, Lieutenant-colonel de dragons et chevalier de St-Louis.
3. Claude-Gabrielle de Saisy de Kerampuil (1717-1749)
4. Pierre-Sébastien de Saisy de Kerampuil (1721-1722)

Charles-Robert de Saisy, seigneur comte de Kerampuil (1714-1793), conseiller au parlement de Bretagne (1738-1775), fait construire le château de Kerampuil en 1760. Le château précédent, situé à 400 mètres au Sud-ouest du château actuel, fut habité au XVIe siècle par le procureur de Carhaix et par Gilles de Kerampuil, chanoine de Saint-Trémeur de Carhaix. Charles-Robert épouse en 1752 Silvie-Charlotte de Rosmar, dame de Runego (1737-1764), fille unique et héritière principale et noble de feu haut et pt messire Jean-Louis, chef de nom et armes de Rosmar, chevalier etc. et de dame Jacquette-Renée Le Lart, dame du Roz. Ils eurent six fils et une fille :
1. Charles-Marie-François, comte de Saisy de Kerampuil (1753-1832, Guingamp), Page du Roi, de la grande écurie (1769-1772), puis sous-lieutenant dans le Rgt de Berry, capitaine en 1779, et chevalier de Saint-Louis. Il est nommé en 1789 pour les Honneurs de la Cour. Il émigre en 1792 en Angleterre et ne rentre en France  qu'après l'amnistie. Il épouse en 1789 Marie-Julie de La Boessière (†1850), fille de messire Bertrand-Pierre, marquis de la Boessière, de Lannuic et de Keranno, et de Marie-Jeanne de Tavignon. Ils ont deux filles : Marie-Charlotte-Jeanne de Saisy de Kerampuil (1793, Winchester - 1831), épouse (1813, Guingamp) de H-C-R Hingant de Saint-Maure, dont postérité; et Anne-Marie-Julie de Saisy de Kerampuil (1797, Oxford - 1861, Paris), épouse (1818, Guingamp) de Mr le chevalier Jean-Hyancinthe de Boisboissel, ingénieur, fils du comte de Boisboissel et dame Julie de Macnémara.
2. Agathe-Marie-Françoise de Saisy de Kerampuil (1755-1795, Haarlem), épouse (1780) de messire Hyppolyte-Louis-Marie de Loze, chevalier, marquis de Beaucours, conseiller et avocat général du roi au parlement de Bretagne.
3. Henri-Jacques de Saisy de Kerampuil, dit le chevalier de Kerampuil (1756-1838), page du roi (1771), sous-lieutenant des dragons au Rgt d'Artois (1774), capitaine en 1784, émigré, lieutenant-colonel sous la Restauration, chevalier de Saint-Louis; maire de Carhaix, il y décède en 1838, sans alliance.
4. Pierre-Marie de Saisy de Kerampuil (1757-1832), appelé Runegoff. Il entre aux pages du roi en 1773, est sous-lieutenant de dragons en 1775 (Rgt Jarnac) puis de chasseurs à cheval de Flandre en 1781. Il devient lieutenant de dragons en 1791 (Rgt de Chartres). Il fait la campagne de 1792 dans l'armée des Princes, compagnie de Monsieur. Il est nommé maire de La Martyre en 1811. Il est chevalier de Saint-Louis en 1815 puis part en retraite avec le grade de capitaine de cavalerie. Il épouse en 1801 Hélène de Trogoff-Coatalio († 1805), sans postérité, puis en secondes noces Veronique de Penfenteniou († 1857) en 1806. Ils ont quatre enfants :
  1. Marie-Pauline-Henriette-Antoinette de Saisy de Kerampuil (1806-1856), mariée à François Le Foerestier de Quillien, fils d'un capitaine chevalier de Saint-Louis; (c) Agathe-Marie-Françoise de Saisy de Kerampuil (1813-1891, Morlhaix), épouse (1832) de Auguste de Quengo, comte de Tonquédec (1804-1876)n dont un fils; (d) Marie-Gabrielle-Perrinne de Saisy de Kerampuil (1817-1835); ## François-Marie-Louis comte de Saisy de Kerampuil (1810-1883), épouse en 1839 Ambroisine-Marie de Parcevaux (1813-1852), fille de messire Louis-Claude et de Marie-Louise de Goësbriant. De cette alliance naquirent :
    1. Emmanuel-Marie-Armand de Saisy de Kerampuil (1839-1851); ### Cécile-Henriette-Marie de Saisy de Kerampuil (1843-1865);
    2. Pauline-Marie de Saisy de Kerampuil (1848-?), épouse (1869) de Gaston de kermanguy, fils du vicomte Émile de Kermenguy, député du Finistère, dont six enfants;
    3. Marie-Caroline de Saisy de Kerampuil (1851-?), mariée (1872) à Arthur de kermerc'hou de Kerautem, officier d'infanterie, chevalier de la Légion d'honneur, dont sept enfants.
    4. Charles-Marie-Jules de Saisy de Kerampuil (né le 28 août 1846 au manoir de Tronjoly en Cléder, décédé le 2 décembre 1870). Il est engagé aux zouaves pontificaux en 1867. Il reste à Rome jusqu'en 1870. Sergent, il est blessé mortellement au combat de Brou, le 25 novembre 1870, la jambe droite broyée par un obus. Il décède le 2 décembre de la même année à Châteaudun[8]. En lui finit la branche de Pierre-Marie, troisième fils de Charles-Robert comte de Saisy de Kermapuil et de Charlotte de Rosmar.

  2. Pierre-Anne de Saisy de Kerampuil, dit du Roze (1759, Rennes - ca 1803). Il est page de la grande écurie (1775) puis sous-lieutenant de cavalerie (1778). Il épouse le V pluviose an III Louise-Charlotte Heusaff d'Oixant (1763-1844), fille de Charles-Gabriel, ancien capitaine de vaisseau et chevalier de Saint-Louis, et de Marguerite de Guernisac.
  3. Jean-Louis de Saisy de Kerampuil, dit de Rosmar (1761-1781), enseigne de vaisseau en 1781, il meurt la même année à la suite d'un pari : charger sur ses épaules un canon d'assez fort calibre et le transporter sur une certaine distance. Il gagna le pari, mais aux dépens de sa vie, et vint mourir au château de Kerampuil.
  4. Joachime-Joseph de Saisy de Kerampuil (1762, Rennes - 1837), dernier des enfants de Charles-Robert et de Sylvie-Charlotte de Rosmar. Comme ses frères, il entre aux pages de la grande écurie (1778-1781). Il est ensuite officier au Rgt de Berry cavalerie et chevalier de Saint-Louis. Il épouse en 1805 Marie Le Métayer de Kerdaniel († 1845). De ce mariage sont nés : 
    1. Charles-Adélaïde-Joseph de Saisy de Kerampuil, né en 1807, mort encore enfant.
    2. Ange-Marie-Véronique comte de Saisy de Kerampuil, qui suit,
    3. Marie-Adélaïde de Saisy de Kerampuil (1810-1884), épouse de Joseph d'Andigné, ancien officier de la Garde royale, sans enfants.
    4. Joseph-Marie de Saisy de Kerampuil, morte à quatre jours en 1812.
    5. Marie-Henriette de Saisy de Kerampuil (1834-1839), sans alliance.
    6. Joséphine-Anne-Marie de Saisy de Kerampuil, née en 1817, morte jeune.
    7. Marie-Fidèle-Aline de Saisy de Kerampuil (1820-1827).

Ange-Marie-Véronique comte de Saisy de Kerampuil (1808-1854, Vanves). Il se marie à Nancy en 1835 à Marie-Octavie de Roguier, fille de Charles-Pascal, conseiller à la Cour d'appel de Nancy et de Pélagie Yessipoff (fille de Alexandrer, capitaine de la garde particulière de l'impératrice Catherine II de Russie et d'Alexandra Melgounoff). Il sert dix ans dans l'administration des Eaux et Forêts. Il se fixe à Vanves en 1851 et se dévoue aux grandes œuvres. Il devient un des soutiens du collège des jésuites, alors à ses débuts, ainsi qu'un des fondateurs de la maison des Petites sœurs des pauvres. De ce mariage sont nés :
1. Pierre-Marie de Saisy de Kerampuil, né en 1837, mort la même année.
2. Marie-Aimée de Saisy de Kerampuil, née en 1838, morte en bas âge.
3. Joseph-Marie de Saisy de Kerampuil (1840-1850).
4. Adélaïde-Marie-Pélagie de Saisy de Kerampuil (1871-?)
5. Xavier-Marie-Théodore de Saisy de Kerampuil

### Branche de Charles-René de Saisy de Kerampuil
Charles-René de Saisy de Kerampuil, chevalier (1686-1756), époux (1711) de Sylvie de Rison. Enfants : 
1. Jean-Baptiste de Saisy, chevalier de Kerampuil (-1815), époux (1807) de Pauline de Penguern. Enfants :
2. Emmanuel Joseph Marie de Saisy, comte de Kerampuil (1761-1830), époux (1791) de Corentine de Rospiec. Enfants :
  1. Emmanuel de Saisy comte de Kerampuil (1793-1868), garde d'honneur (1814), Garde du corps du roi (1814), Chef de bataillon (8e armée de Bretagne), maire de Glomel, conseiller d'arrondissement jusqu'en 1830 (démissionnaire), conseiller général des Côtes-du-Nord en 1848, démissionnaire en 1852 pour refus de serment, chevalier de la Légion d'honneur. Il épouse Agathe d'Andigné de Mayneuf (1805-1839), fille du comte Louis-Gabriel-Auguste d'Andigné de Mayneuf, seigneur de L'Isle-Briand, de L'Aillée, député du Maine-et-Loire, Premier président à la Cour royale d'Angers, et de Armande de Robien. Parents de 
    1. Louis-Marie-Emmanuel-René comte de Saisy de Kerampuil (1827 Ker-Saint-Éloy - 1889, Castellaouënan), sans alliance. Il s'occupa d'agriculture, de littérature et de poësie. Il fut maire de Paule de 1859 à 1889.
    2. Paul-Césaire-Emmanuel-Marie-Constantin, comte de Saisy de Kerampuil (1829, Ker-Saint-Éloy - 1894, Rennes), chevalier de Pie IX, chevalier de la Légion d'honneur, Chef de bataillon aux Zouaves Pontificaux. Il épouse (1870, Rennes) Marie-Elisabeth du Plessis de Grenédan (1848-1884), fille du comte Jean-Baptiste du Plessis de Grenédan et de Émilie-Jeanne de Couaisnon. Il fut nommé colonel commandant les mobilisés de Guingamp puis colonel dans la 4e brigade en 1871. Il fut également maire de Carhaix-Plouguer, conseiller général du Finistère (1885) et député (1885-1889). Enfants :
      1. Paul-Marie-Joseph-Gaston de Saisy de Kerampuil  (1871, château de Kerampuil -?)
      2. Aliette-Anne-Marie-Agathe de Saisy de Kerampuil (1872, château de Kerampuil -), entre en 1893 au noviciat des Dames Auxiliatrices, à Jersey.
      3. Joseph-Louis-Marie-Auguste de Saisy de Kerampuil (1873, château de Kerampuil - 1946, Illifaut), officier de cavalerie, épouse Jeanne de Bouilhac de Bourzac, dont postérité :
        1. Jean de Saisy de Kerampuil (1920 - 2019, Mauron), épouse Alix Budes de Guébriant (1921-2004), dont postérité.
        2. Hervé de Saisy de Kerampuil (1922 - 2019, Glomel).

      4. Gaston-Jules-Marie-Maurice de Saisy de Kerampuil (1875, Rennes -), entre en 1895 au noviciat des RR. Pères Carmes, à Montélimar.
      5. Jeanne-Pauline-Agathe-Marie de Saisy de Kerampuil (1877-)
      6. René-Marie-Emmanuel-Fortuné de Saisy de Kerampuil, mort à douze jours le 22 avril 1879, inhumé dans la chapelle de Kerampuil.
      7. Jean-Auguste-Marie de Saisy de Kerampuil (1881, Kerampuil - 1933), croix de guerre 1914-1918 et chevalier de la Légion d'honneur. Il se présente au collège Saint-Croix au Mans, chez les RR. PP. Jésuites. Par la suite, il devient entrepreneur et un militant de la culture bretonne.

    3. Marie-Thérèse-Armande-Frédérique de Saisy de Kerampuil (1831 Ker-Saint-Éloy - 1861), épouse (1856) de Adolphe-André Jégou comte du Laz, fils de messire Joseph Jégou comte du Laz et de Marie de poulpiquet de Coëtlez, dont (c1) Adolphe-Joseph-Marie Jégou, futur comte du Laz (1857-), et (c2) Alix-Jeanne-Marie-Agathe (1859-1862).
    4. Hervé de Saisy de Kerampuil (1833, Ker-Saint-Éloy - 1904), Zouave pontifical, commandant, maire de Glomel, député, sénateur inamovible, chevalier de la Légion d'Honneur et de St-Grégoire-le-Grand, époux (1860) de Faustina Tenerani (1843-1916), fille du sculpteur italien Pietro Tenerani, ancien sénateur romain, directeur des Musées du Vatican, et de Domitilla Montobbio. Enfants :
      1. Marie-Alain-Joseph de Saisy de Kerampuil (1861-1862, Sidi Bel Abbès)
      2. Agathe-Alixe-Mauricette de Saisy de Kerampuil (1863, Sidi Bel Abbès - 1883, Paris)
      3. Alix Charlotte Marie de Saisy de Kerampuil (1866, Saint-Brieuc - ?), épouse (1889) de Alphonse baron d'Honincthun (1853-1924), capitaine d'Infanterie de Marine (démissionnaire), Officier de l'Ordre Royal du Cambodge, fils du baron Auguste d'Honincthun de La Trésorie (1798-1861), Garde du corps du roi et de Marie Drillet, dame de Lannigou (1808-1899).

    5. Henri-Alain-Marie-Martial de Saisy de Kerampuil (1835-1842)
    6. Armande-Rosalie, puis Agathe, de Saisy de Kerampuil (1837-1887), épouse (1855) de Paul de Nompère, vicomte de Champagny, fils du général vicomte Nicolas de Nompère de Champagny (1789-1863) et de Caroline de La Fruglaye. Sans enfants.

## Héraldique
Ecartelé : aux 1 et 4 de gueules à trois pigeons d’argent (qui est Kerampuil), aux 2 et 3 de gueules à l’épée armée d’une hache d’armes portée en barre, pointée sur une guêpe, le tout d’argent (qui est Saisy).
Devise ou cri de guerre des Saisy :  « Qui est Saisy est fort » - des Kerampuil : « Mitis ut colomba » (« Doux comme la colombe ») 

## Alliances
Les principales alliances de la famille de Saisy de Kerampuil sont : de Trémédern (1413), Le Scanff, de Kervennec (1476), de Lochrist (1446), de Kerprigent (1526), de Kergoët, du Rufflay (1547), de Botherel (1604), de Renquier, Le Bihan de Keroulas (1607), de Kergrist (1625), Le Veyer du Ster (1646), Mocam de Pérennou (1648), du Disquay (1653), Le Lart du Roz (1679), Colin de la Biochaye (1711), de Rison (1711), de Kersauson (1746), de Rosmar (1753), de Rospiec (1791), de Penfentenyo (1806), de Penguern de Caméan (1807), d'Andigné (1826), Tenerani (1860), du Plessis de Grenédan (1870), Cazin d'Honnincthun (1889), Budes de Guébriant (1948), de Verdun (1977).